# Nate Campbell
Nathaniel „Nate“ Campbell (* 7. März 1972 in Jacksonville, Florida) ist ein US-amerikanischer Profiboxer und ehemaliger Leichtgewichtsweltmeister der Verbände WBA, IBF und WBO.

## Karriere
Er begann erst im Alter von 24 Jahren mit dem Boxen, nachdem er als Angestellter eines Supermarktes von einem Arbeitskollegen dazu überredet worden war, der ihn beim Schattenboxen beobachtet hatte. Von 1997 bis 1999 gewann er dreimal in Folge die Meisterschaften von Florida und nahm 1999 auch an den National Golden Gloves in Syracuse teil, wo er im Achtelfinale ausschied. Nach 36 Amateurkämpfen, darunter 30 Siegen, wechselte er kurz vor seinem 28. Geburtstag ins Profilager.
Seinen ersten Profikampf bestritt er am 5. Februar 2000 in Tallahassee und besiegte dabei Scoey Fields in der ersten Runde. Bis November 2002 gewann er jeden seiner 23 Kämpfe, davon 21 vorzeitig. Neben einer Reihe von Aufbaugegnern schlug er auch Boxer mit positiven Bilanzen wie Sergio Olivas (7-0), Victorio Abadia (18-1), Carlos Navarro (23-2) und Daniel Alicea (27-4). Dabei wurde er Nordamerikanischer Meister der NABF und NABA im Superfedergewicht.
Seine erste Niederlage erlitt er am 25. Januar 2003 über zehn Runden nach Punkten gegen Joel Casamayor (28-1) und boxte knapp vier Monate später ein Unentschieden gegen Edelmiro Martinez (20-2). Erst nach über sieben Monaten stieg er wieder in den Ring und besiegte dabei im Januar 2004 Daniel Attah (21-2) einstimmig nach Punkten. Beim anschließenden Kampf um die US-Meisterschaft im März 2004, verlor er durch K. o. in der fünften Runde gegen Robbie Peden (22-2). Nach einem erfolgreichen Rückkampf gegen Edelmiro Martinez, boxte er am 23. Februar 2005 in Australien erneut gegen Robbie Peden um die Weltmeisterschaft der IBF im Superfedergewicht, verlor jedoch durch t.K.o. in der achten Runde.
Nach vier weiteren Kämpfen, darunter einer Punktniederlage gegen Francisco Lorenzo (21-3) und einem K.-o.-Sieg gegen Almasbek Raimkulow (20-0), boxte er am 7. April 2006 um die Weltmeisterschaft der IBO im Leichtgewicht gegen Isaac Hlatshwayo (23-0), unterlag diesem jedoch knapp nach Punkten. Jedoch besiegte er anschließend Matt Zegan (37-1), Ricky Quiles (39-7) und Wilson Alcorro (25-7), womit er eine weitere WM-Chance erhielt. So trat er am 8. März 2008 in Mexiko gegen den ungeschlagenen Juan Díaz (33-0) in den Ring, welcher zu diesem Zeitpunkt die WM-Gürtel der IBF, WBA und WBO im Leichtgewicht trug. Dabei konnte sich Campbell über 12 Runden nach Punkten durchsetzen.
Am 14. Februar 2009 sollte er seine erste Titelverteidigung gegen Ali Funeka (30-1) bestreiten, jedoch wurden ihm aufgrund Überschreitens des Gewichtslimits noch am 13. Februar die WM-Gürtel aberkannt. Der Kampf gegen Funeka fand trotzdem statt; diesen gewann Campbell über 12 Runden nach Punkten. Am 1. August 2009 boxte er gegen Timothy Bradley (24-0) wertungslos. Grund dafür war eine durch unabsichtlichen Kopfstoß verursachte Cutverletzung zum Nachteil von Campbell. Nachfolgende Kämpfe unter anderem gegen Victor Ortiz (26-2), Danny García (20-0) und Chabib Allachwerdiew (14-0) verlor er, gewann jedoch noch im März 2012 vorzeitig gegen Victor Cayo (27-2).